# Sidi Haj M'Hamed
Sidi Haj M Hamed (franska: Sidi Haj M Hamed (CR), Sidi Haj M Hamed (Commune Rurale), arabiska: عين عائشة) är en kommun i Marocko.   Den ligger i provinsen Taounate och regionen Fès-Meknès, i den nordöstra delen av landet, 190 km öster om huvudstaden Rabat. Antalet invånare är 8 649.